# Wesz końska
Wesz końska (Haematopinus asini) – gatunek wszy należący do rodziny Haematopinidae, pasożytujący na koniach, osłach, mułach powodujący chorobę wszawicę. 
Samiec długości 2,6 mm, samica 3,6 mm. Są silnie spłaszczone grzbietowo-brzusznie. Samica składa  jaja zwanych gnidami, które są mocowane specjalnym "cementem" u nasady włosa. Rozwój osobniczy trwa po wykluciu się z jaja 11-12 dni.
Pasożytuje na skórze owłosionej głównie w okolicy nasady ogona, w grzywie, na kłębie. W przypadku silnego opadnięcia może występować na całym ciele. Kosmopolityczny.